# Adlerarena Burg Landskron
Koordinaten: 46° 38′ 32,5″ N, 13° 53′ 49″ O
Die Adlerarena auf Burg Landskron ist ein Greifvogel- und Eulenpark mit täglich stattfindenden Flugvorführungen. Die Arena ist Teil der Anlage der Burg Landskron, in der sich neben dem Burgrestaurant auch der Affenberg Landskron befindet.
Ziele der Adler-Flugschau sind, den Menschen die Greifvögel näher zu bringen und Wissenswertes über diese Tiere sowie über die Falknerei zu vermitteln. Verhalten und Lebensgewohnheiten dieser zum Teil bedrohten Arten werden im Rahmen der Flugschau erläutert. Die Vögel stammen zur Gänze aus Nachzuchten.

## Tierbestand
In den 27 Volieren werden rund 50 Tiere verschiedener Greifvogel- und Eulenarten gehalten. Unter den über 20 Arten befinden sich Steinadler, Kaiseradler, Kaffernadler und Seeadler, Turmfalken, Sakerfalken und Wanderfalken. Außerdem gibt es rote und schwarze Milane, Habichte, Gänsegeier sowie Eulen und einen sprechenden Kolkraben. Im Frühling sind Jungvögel zu sehen.

## Pflegestation
Eine Besonderheit stellt die vom Land Kärnten anerkannte Pflegestation dar. Jährlich werden bis zu 80 verletzte Vögel aus der Natur aufgenommen. 50 Prozent der verletzten Greifvögel und Eulen und annähernd 100 Prozent der Jungvögel, die aus dem Nest gefallen sind, werden gesund gepflegt, für ihr Leben in freier Wildbahn fit gemacht und dann ausgewildert.

## Geschichte
Michael Holzfeind und Franz Schüttelkopf gründeten 1983 die Greifvogelwarte Landskron GmbH. Es fanden erste Vorführungen im Gelände des Osthanges der Burg Landskron statt. 2004–2005 erfolgte die Errichtung der Adlerarena auf dem höchsten Punkt der Burg Landskron. 2005 wurde die Adlerarena eröffnet.

## Artenschutz
Die Adlerarena ist Partner diverser Artenschutzprogramme weltweit. Für jede gefährdete Greifvogel- und Eulenart ist jeweils ein Zuchtbuchkoordinator zuständig. Bei ihm laufen über ein entsprechendes Meldesystem sämtliche Informationen über die im Projekt involvierten Vögel zusammen. So hat eine zentrale Stelle alle wichtigen Informationen über gelungene Nachzuchten und kann mit dem Projektpartner Kontakt aufnehmen – und gegebenenfalls neue Zuchtpaare bilden.
Ist der Zuchtstock in den Zoos groß genug, können mit den Nachzuchten Wiederansiedelungsprojekte in der Natur durchgeführt werden, wie es z. B. mit dem Bartgeierprojekt in den Alpen gelungen ist.

## Weblink
- Homepage der Adlerarena Landskron